# Trnovec, Slovacia
Trnovec este o comună slovacă, aflată în districtul Skalica din regiunea Trnava. Localitatea se află la altitudinea de 180 m deasupra n.m., se întinde pe o suprafață de 2,53 km2 și în 2017 număra 305 locuitori.

## Istoric
Localitatea Trnovec este atestată documentar din 1548.

## Demografie
| An:                | 1994 | 2004   | 2014   | 2024   |
| ------------------ | ---- | ------ | ------ | ------ |
| Număr de persoane: | 331  | 316    | 315    | 290    |
| Diferență:         |      | −4,53% | −0,31% | −7,93% |

| An:                | 2023 | 2024 |
| ------------------ | ---- | ---- |
| Număr de persoane: | 290  | 290  |
| Diferență:         |      | +0%  |